# Blessthefall
Blessthefall — американський рок-гурт, що грає в жанрах пост-хардкор і християнський метал.

## Історія гурту
Ексвокаліст Крейг, гітарист Майк, барабанщик Метт і басист Джаред сформували Blessthefall у Фініксі, США, в 2004 році. Пізніше до них приєднався гітарист Майлз, але він був вимушений покинути гурт через навчання в Berklee College of Music.
У середині 2005 року гурт випустив EP, який вміщав 3 треки, і прийняла у свій склад гітариста Еріка. Потім гурт підписує контракт з «Warner Subsidiary, Record Collection» і починає тур по США і Канаді разом з Alesana і Norma Jean.
Дебютний альбом Blessthefall, «His Last Walk», вийшов 10 квітня 2007 року. Перший альбом розійшовся тиражем понад 65 000 екземплярів, а сингл — понад 100 000 екземплярів.
В 2007 гурт бере участь у «Warped Tour». З вересня по жовтень 2007 року Blessthefall беруть участь у «The Black On Black Tour» разом Escape the Fate, LoveHateHero і Dance Gavin Dance.
1 листопада 2007 року починається «RATHER BE SLAYIN’ N00BZ Tour», організований гуртом From First to Last. Blessthefall бере в ньому участь разом з A Skylit Drive і Vanna. Після цього вони їдуть у перший тур по Великій Британії та Європі разом з Silverstein. В рамках цього виступу 16 листопада 2007 року Blessthefall вперше виходить на сцену Британського «Colchester Arts Centre».
Через сімейні проблеми, за рішенням менеджера гурту, вокаліст Крейг Меббіт покидає Blessthefall і переходить в Escape the Fate. Пізніше він приєднується ще до одного колективу — The Word Alive, колишній Calling of Syrens, суміщує цю роботу з роботою в Escape the Fate.
Після того, як покинув гурт Крейг, басист Джаред був на вокалі. Наприкінці 2007 року Blessthefall беруть в гурт Ейдена Льюїса (Dear Whoever) на бас-гітару і бек-вокал.
Після декількох місяців пошуку нового основного вокаліста, Blessthefall знайшли колишнього вокаліста гурту Take The Crown — Боу Бокана.
Разом з Боу, літом 2008 року, гурт записує дві нові пісні «To Hell and Back» і «We'll Sleep When We're Dead» і з [13 березня] 2009 року вирушає в тур по США, який закінчився 3 травня 2009.
Після закінчення туру Blessthefall заявили про те, що вони підписали контракт з Fearless Records і зразу розпочали запис другого альбому «Witness», який вийшов 6 жовтня 2009 року.
Після тяжкої роботи над альбомом Blessthefall вирушили в тур по Південній Америці, а зразу після виходу альбому Blessthefall вирушають в «The Atticus Tour 2009» по США з такими командами як Finch, Drop Dead, Gorgeous, Vanna та ін. Зразу після цього туру Blessthefall вирушають у «COMMOTION OVER THE OCEAN TOUR» по Великій Британії та Європі.
В лютому 2010 року Blessthefall відвідує Японію на фестивалі «SCREAMOUT FEST 2010» з гуртами Alesana, Broadway і Crossfaith.
В березні 2010 року Blessthefall вирушає в тур «The Bangover Tour» по Канаді і США разом з гуртами Miss May I, Greely Estates, Before Their Eyes, As I Lay Dying, який закінчився 1 серпня в Сан-Франциско.
4 березня 2010 року був оголошений новий тур Blessthefall по Європі разом з гуртами August Burns Red і Of Mice & Men. Тур пройшов у вересні-жовтні 2010 року. В ході цього туру музиканти також відвідають і Росію.

## Склад гурту

### Теперішній склад
- Боу Бокан (англ. Beau Bokan) — вокал
- Ерік Ламберт (англ. Eric Lambert) — соло-гітара\бек-вокал
- Джаред Варт (англ. Jared Warth) — бас\вокал
- Метт Трейнор (англ. Matt Traynor) — ударні інструменти

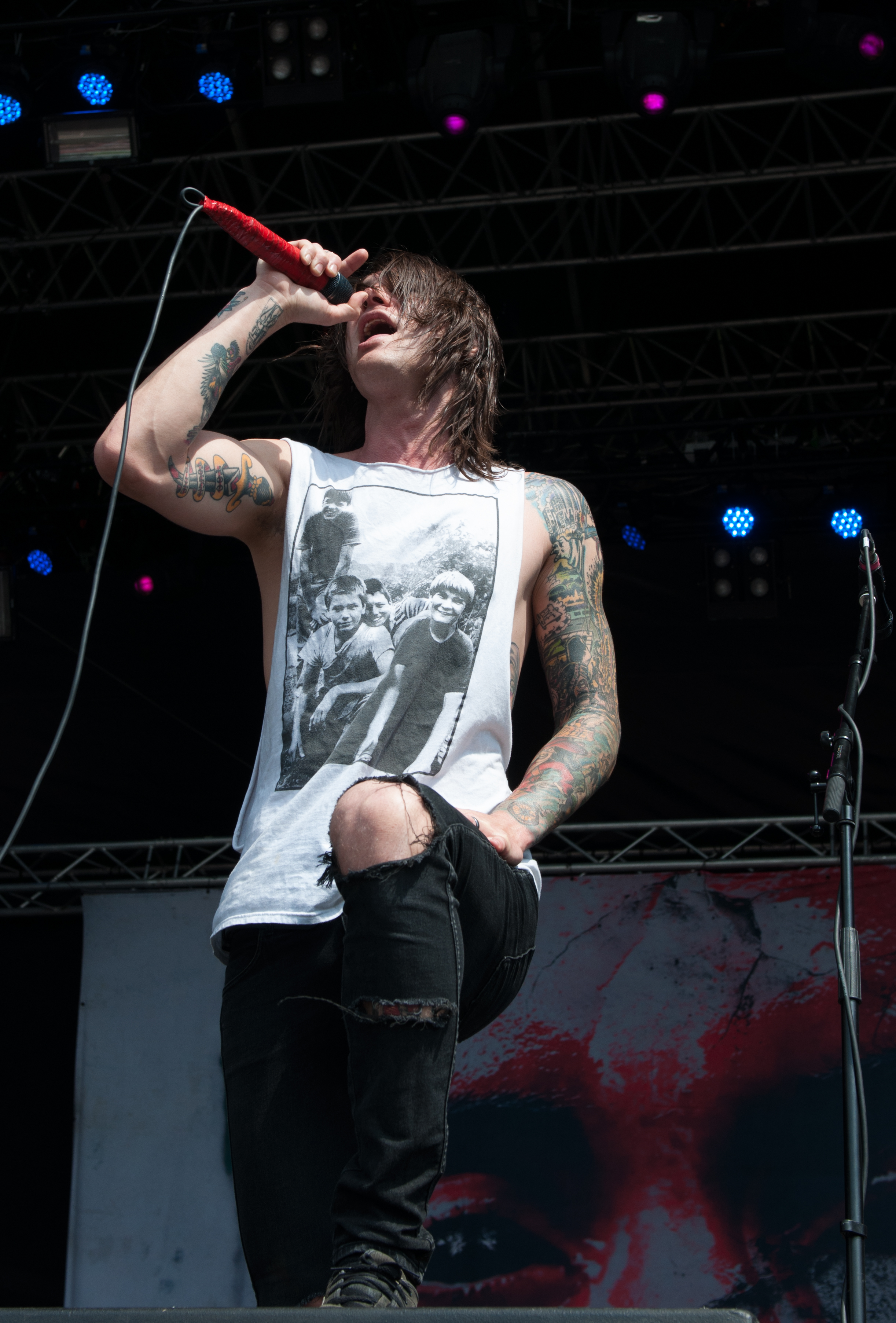
Beau Bokan, 2014
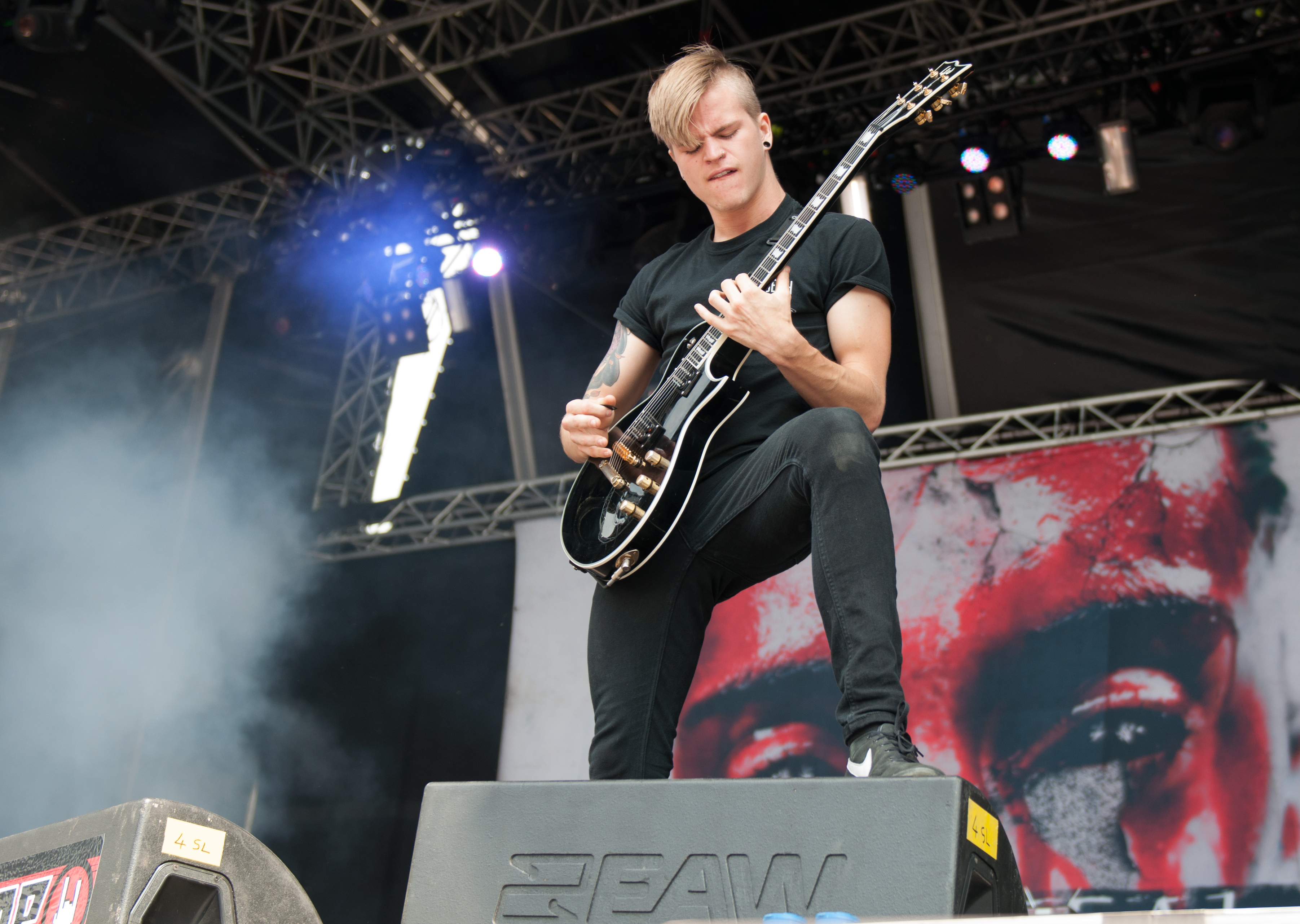
Elliott Gruenberg, 2014
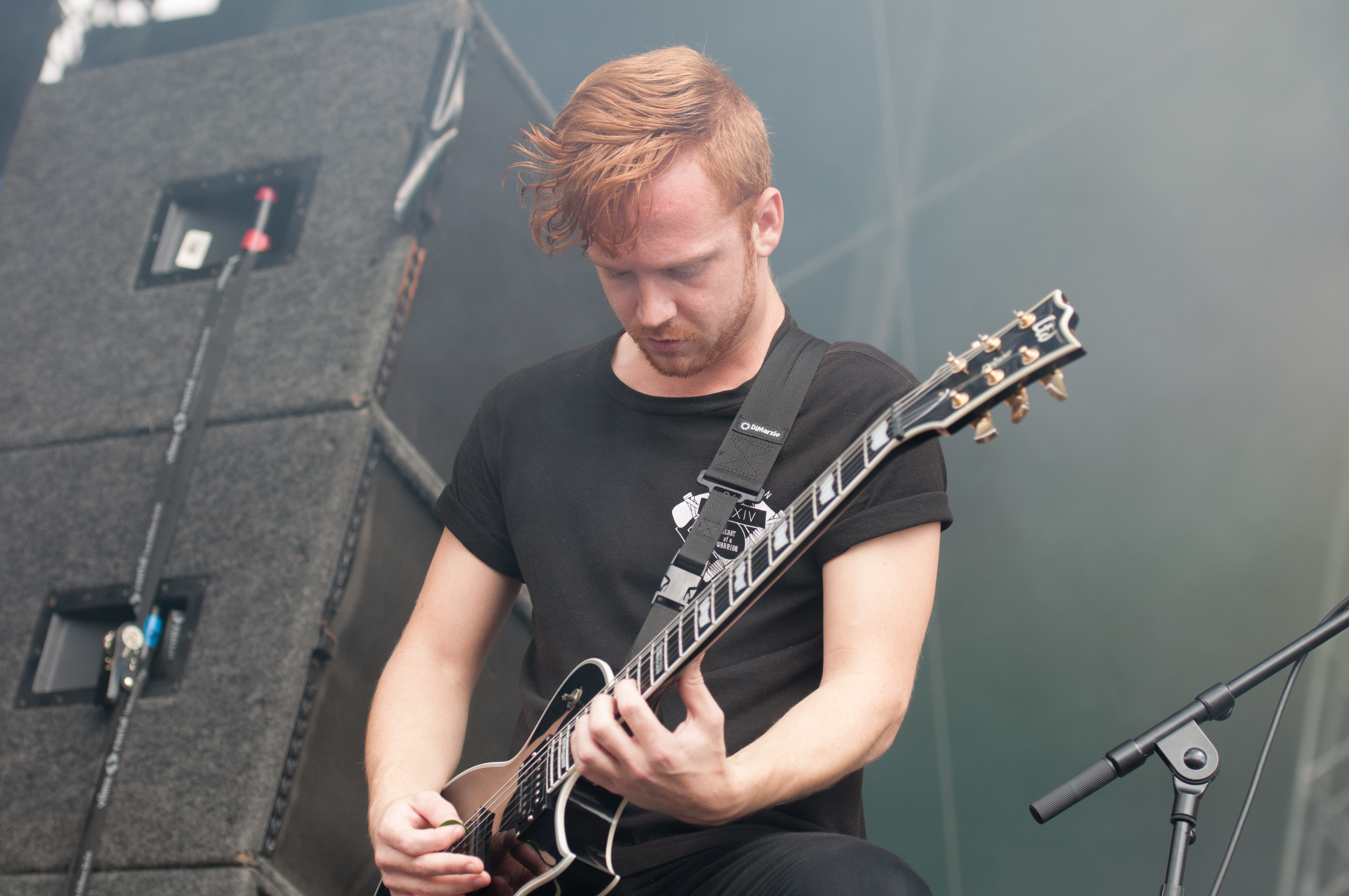
Eric Lambert, 2014
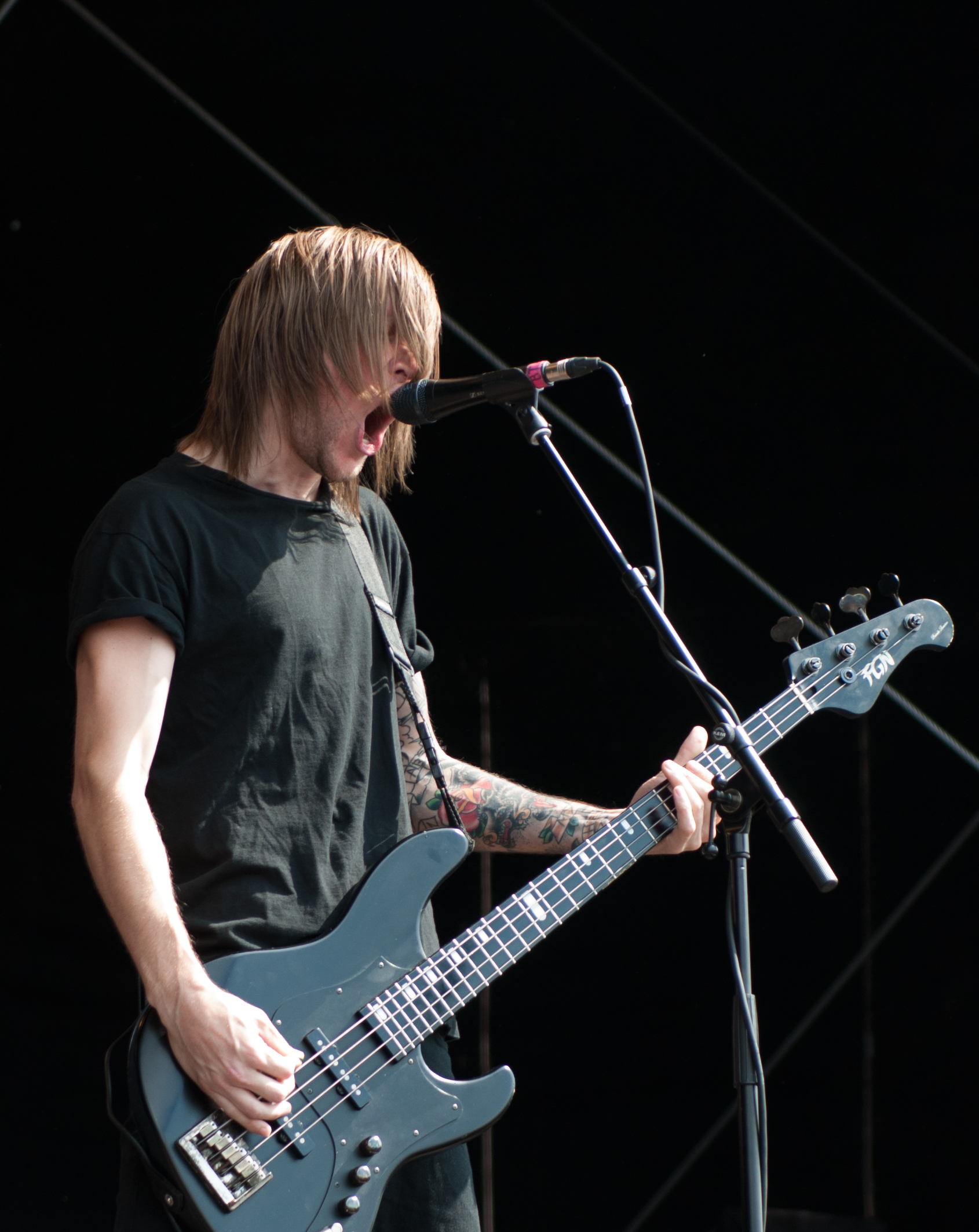
Jared Warth, 2014

### Концертні учасники
- Ейден Льюїс (англ. Aiden Louis) — бас-гітара, бек-вокал (2008)
- Еліот Гранберг (англ. Elliott Gruenberg) — ритм-гітара (с 2011)

### Колишні учасники
- Крейг Меббіт (англ. Craig Mabbitt[en]) — вокал (2004—2007) (зараз в Escape the Fate)
- Майлз Бергсма (англ. Miles Bergsma) — гітара (2004—2005)
- Майк Фрісби (англ. Mike Frisby) — гітара (2004—2011)

## Дискографія

### Студійні альбоми
- 2007 — His Last Walk
- 2009 — Witness
- 2011 — Awakening
- 2013 — Hollow Bodies
- 2015 — To Those Left Behind
- 2018 — Hard Feelings

### Інші альбоми / EP
- 2005 — Black Rose Dying EP
- 2006 — Blessthefall EP

### Сингли
- 2006 — «Higinia»
- 2007 — «Guys Like You Make Us Look Bad»
- 2007 — «A Message To The Unknown»
- 2008 — «Rise Up»
- 2008 — «I Wouldn't Quit If Everyone Quit»
- 2008 — «To Hell And Back»
- 2009 — «God Wears Gucci»
- 2009 — «What's Left Of Me»
- 2009 — «We'll Sleep When We're Dead»
- 2013 — «You Wear A Crown But You're No King»
- 2013 — «Deja Vu»

## Відеокліпи
- 2006 — «Black Rose Dying»
- 2006 — «Times Like These»
- 2007 — «Higinia»
- 2007 — «Guys Like You Make Us Look Bad»
- 2007 — «A Message to the Unknown»
- 2008 — «Rise Up»
- 2008 — «To Hell and Back» (demo version)
- 2009 — «What's Left of Me»
- 2010 — «To Hell and Back» (album version)
- 2010 — «Hey Baby, Here's That Song You Wanted»
- 2011 — «Bottomfeeder»
- 2011 — «Promised Ones»
- 2012 — «The Reign» (live)
- 2012 — «40 Days»

### Сайти і фен-клуби
- Blessthefall на Myspace [Архівовано 12 травня 2011 у Wayback Machine.] — офіційний сайт
- Blessthefall на btfonline.org [Архівовано 22 червня 2011 у Wayback Machine.]
- Blessthefall на Purevolume
- Blessthefall на Twitter [Архівовано 9 грудня 2011 у Wayback Machine.]
- Blessthefall на YouTube [Архівовано 4 квітня 2010 у Wayback Machine.]

### Сайти учасників
- Twitter Майка Фрісби
- Twitter Джареда Варта [Архівовано 24 серпня 2010 у Wayback Machine.]
- Twitter Боу Бокана [Архівовано 7 липня 2011 у Wayback Machine.]
- Twitter Метта Трейнора [Архівовано 23 серпня 2010 у Wayback Machine.]
- Twitter Еріка Ламберта [Архівовано 7 липня 2011 у Wayback Machine.]